# Federica Guzmán
Alexandra Federica Gúzman Diamante conocida como Federica Guzmán (Caracas, 23 de mayo de 1981) es una -presentadora de televisión, locutora, modelo y exreina de belleza venezolana, conocida por su participación en el Miss Mundo 2006 y por ser la animadora del programa de entrevistas Close Up.

## Biografía
Ingresó al mundo del modelaje a los 16 años debido a su escultural físico resultado de la natación, llamó la atención del señor Osmel Sousa quién la vio como una nueva corona, a pesar de ser favorita solo obtuvo la banda de Mejores Piernas, no clasificó en la edición del Miss Venezuela 2001, debido a que la fecha del Miss Mundo 2006 se movió después del concurso nacional fue invitada por el señor sousa a participar en la edición del Miss Venezuela Mundo 2006 donde participaron participantes de años anteriores, causó mucha polémica debido a que semanas atrás del concurso se enteró de que era la ganadora, así que al momento de coronarse no mostró señal de alegría lo cual dejó confundidos a los espectadores.
Representó a Venezuela en el Miss Mundo 2006 donde obtiene el título Miss World Beach Beauty (Miss Belleza Playera) 2006, a pesar de ser una de las grandes favoritas solo clasificó como semifinalista ganó República Checa, trató de buscar el título de Reina de América pero la ganadora fue Miss Brasil. 
Regresaría a Venezuela donde comienza a ser la animadora del programa Sin Flash Tv transmitido por Globovisión, después continuaría con su carrera de modelaje y desde 2011 conduce el espacio Close Up transmitido por Venevisión Plus, actualmente tiene un hijo y está casada.
El 2 de julio de 2016 anuncia su retirada de Noticiero Venevisión, tras estar 6 años como animadora de la sección Estrenos y Estrellas, esto para dedicar tiempo a su familia y otros proyectos.